# مينيسوتا توينس
مينيسوتا توينس (بالإنجليزية: Minnesota Twins)‏ هو نادي كرة قاعدة أمريكي تأسس في 1894، ويلعب في دوري كرة القاعدة الرئيسي، والدوري الأمريكي.

## وصلات خارجية
- الموقع الرسمي